# Bec de Neurre
Le bec de Neurre est un sommet situé dans la partie occidentale du massif du Vercors. Il culmine à 1 474 mètres d'altitude  dans le département français de l'Isère, en région Auvergne-Rhône-Alpes. Il surplombe les communes de Rovon et de Vinay. Il se trouve au sud du canyon des Écouges. Il est constitué de roches calcaires et offre un panorama sur la région de Saint-Marcellin jusqu'à la région voironnaise.